# Alexander Deprez
Alexander Deprez (1995) is een Belgisch fotograaf, film- en theatermaker, schrijver en muzikant.

## Biografie
Deprez' grootvader was Bert Verhoye, journalist en oprichter van het theatergezelschap De Zwarte Komedie.
In 2019 maakte hij zijn eerste kortfilm, Gabriel Descending, met Sjeng Kessels en Menzo Kircz in de hoofdrollen.
In 2024 maakte Deprez met Nathalie Nijs een film- en theaterproductie, Edelweiss Piraten, een satire over extreemrechts.
In 2025 bracht hij bij EPO zijn literaire debuut uit, Prins Albert. Prelude van een communist. Daarin vertelt hij over zijn vader en zijn jeugd, doordrenkt met alcohol en geweld. Over alcoholverslaving getuigde Deprez begin 2025 eveneens in Voorbij de schaamte, een docureeks van VRT.
Deprez is in 2024 gehuwd met de Nederlandse auteur Sarah Neutkens. Onder de naam Sasha le Fou & Tippi Parade brachten Neutkens en Deprez begin 2025 twee singles uit: "Jean Mémoire" en "Où es-tu, mon amour?"; in 2025 verschijnt hun debuutalbum Jean Mémoire.